# Holland (álbum)
Holland es el decimonoveno álbum de estudio del grupo estadounidense The Beach Boys, editado en 1973. Fue famoso y caro, grabado en Baambrugge, Holanda (actual Países Bajos), de ahí el título. El grupo grabó el álbum con un estudio de grabación enviado desde Estados Unidos, y con dos pistas de Brian Wilson.

## Historia
El mánager de The Beach Boys, Jack Rieley, decidió hacer las maletas y grabar el siguiente álbum en Holanda (actualmente Países Bajos), sintiendo que el cambio de escenario podría añadir un poco de inspiración a las sesiones, como también para intentar levantar el animo de Brian Wilson, quien se encontraba sufriendo enfermedades mentales para mediados de 1972. La travesía comenzó en la primavera de 1972. Viajaron un total de 27 personas y dos perros. Además de los músicos y sus esposas e hijos, la expedición incluía a tres niñeras, un fotógrafo, un agente de prensa, y dos ingenieros de sonido (con sus respectivas parejas). Jack Rieley llevó a dos amigos, una secretaria y el marido de ésta, y también viajó Audree, la madre de los Wilson, Billy Hinsche, el cuñado de Carl Wilson, y los padres de Ricky Fataar. El traslado de Brian fue complicado debido a su miedo a subir al avión. Tras tres intentos fallidos (en donde siempre se escapaba a su casa esgrimiendo la excusa de que se había olvidado algo), dos guardaespaldas lo acompañaron hasta el asiento de primera clase. Cuando marcharon, Brian le dijo al sobrecargo que no podía viajar y bajo de la aeronave. En Ámsterdam solamente encontraron en la butaca del avión su billete y pasaporte. Lo localizaron dormido en un sofá de la terminal de Los Ángeles. Fue embarcado a la fuerza en el siguiente vuelo.
Alojados durante algunas semanas en lujosos hoteles, terminaron por arrendar once casas en un radio de cincuenta kilómetros alrededor de Ámsterdam. Alquilaron nueve Mercedes y un Audi, compararon tres pequeños Volkswagen y una furgoneta. Ubicaron el centro de mando en el lujoso dúplex de Rieley donde instalaron un teletipo y una central telefónica. Las llamadas a Los Ángeles, docenas durante cada día no eran directas en esa época, y debían ser tramitadas por operadoras. Un hecho anecdótico fue que era tal el número de comunicaciones, que las empleadas telefónicas holandesas sabían los números de memoria. Sin embargo, nunca se tuvo en cuenta el estudio para grabar, y pronto los ingenieros notaron que los lugares no reunían los requisitos mínimos. Rieley optó por desarmar el estudio casero de la casa de Brian para trasladarlo a un granero. El grupo aceptó la propuesta, sin tener en cuenta la alternativa que planteo Brian de grabar en Londres.
A mediados de marzo, el ingeniero de sonido Steve Moffit comenzó a desmontar los componentes de las instalaciones de Bellagio Road, entre ellos la nueva consola de grabación cuadrafonía de 24 canales. Pero como el tiempo le comenzó a jugar una mala pasada, se lo ocurrió comprar material nuevo, montar un estudio en un almacén de Santa Mónica, probarlo, armarlo y llevarlo a Ámsterdam, a 14 000 km. Rieley le había dado plazo hasta el 1 de junio, Moffit y un equipo de operarios trabajaron a contrarreloj durante semanas, y cada vez que ensamblaban un cajón lo enviaban vía aérea. El peso total superó las cuatro toneladas, lo que ocupó totalmente la capacidad de carga de los cuatro vuelos diarios entre Los Ángeles y Ámsterdam. El equipamiento transportado a la ciudad de Baambrugge incluía la nueva consola de 16 pistas cuadrafónica Clover Systems con las siguientes características: 30 canales de entrada, 16 buses de salida, 1000 controles de posición (manejo de frecuencias, ganancia, volumen, etc) y 20 unidades de Dolby Noise Reduction. Se usaron los micrófonos Neumann, Sony, AKG, Shure y EV. Para la monitorización se usaron los parlantes ME-4 y JBL-4310. El equipamiento fue diseño por Brother Records en Los Ángeles.
Cuando montaron los componentes en Holanda los técnicos se encontraron con varios problemas, ya que parte del equipo no andaba, o no andaba adecuadamente. El ingeniero Moffit y su ayudante trabajaron 18 horas diarias durante más de un mes para ajustar correctamente el equipo. La banda tuvo que cancelar una gira por Europa, prevista como mecanismo recaudatorio para solventar la estancia en Holanda. Existieron algunos inconvenientes con respecto al diferente ciclaje, puesto que los equipos que trían de Estados Unidos funcionaban con 60 Hz, en cambio en Holanda la frecuencia de la red es 50 Hz, lo que afecto un poco en el sonido de la grabación. El grupo gastó 500.000 dólares en la producción total de Holland.
Plenamente consciente de que estaban creando poca música como nunca antes, los beach boys fueron con la esperanza de poner en marcha la creatividad de Brian. A pesar de que realizó el viaje (después de tres intentos fallidos para subir al avión), Wilson contribuyo poco al álbum, concentrando sus esfuerzos musicales en "Mount Vernon and Fairway" y "Musical Fairy Tale" que más tarde fue incluido en el EP Mount Vernon and Fairway (A Fairy Tale). Como consecuencia de ello, Carl Wilson decidió tomar las riendas para la construcción del nuevo álbum, el resto de la banda también tuvo que llevar adelante al disco, y como resultado Holland terminó siendo uno de los lanzamientos de The Beach Boys más respetados. El nombre del EP, Mount Vernon and Faiway era la intersección de las calles del lugar en donde se encontraba la casa de vacaciones de la familia Wilson, allí Mike Love con sus primos Wilson cantaron canciones de The Four Freshmen y The Everly Brothers en sus inicios. Una de las canciones del EP, titulada "Magic transistor radio" está basado en sus recuerdos de niñez, las noches en que Brian y Mike se escondían bajo las sabanas para escuchar a escondidas canciones de rhythm and blues en un pequeño aparato de radio. Además en Mount Vernon and Fairway escribió una fábula moralizante cuyo protagonista vive refugiado en un "secreto y escondido dormitorio". Un aparato de radio sobre natural le ayuda a descubrir que la música esta más allá de los lenguajes cifrados.
A su regreso de Holanda en otoño, Holland fue rechazado por Reprise Records por no tener sencillos potenciales. Se decidió añadir una vieja canción sin terminar, "Sail On, Sailor" de Brian Wilson, que había coescrito con Ray Kennedy. Después de algún nuevo trabajo, Brian escribió lo que sería la canción más famosa de Holland. "Sail On Sailor" fue una de las dos canciones grabadas en casa (el otro era Ricky Fataar y Chaplin con "Leaving This Town"), y añadió en el último minuto una nueva secuencia y así volvió a presentar Holland. Blondie Chaplin escribió junto a Mike Love, "We Got Love", que volverán a aparecer más tarde en 1973 en el álbum en vivo The Beach Boys in Concert.
Debido a la nostalgia que Al Jardine y Mike Love sentían de su tierra natal, decidieron crear una oda en tres partes dedicada a California, lo que resulta en un ciclo de canciones que se encuentra entre ambos Jardine. Mike brindo la parte "Big Sur" (canción escrita tres años antes y que aquí se presenta en tempo de vals 3/4), mientras que Mike y Al entregan parte del poema de Robinson Jeffers "Beaks of Eagles", y en "California" cuenta con Brian en las primeras dos líneas, precisamente en una entrevista Al Jardine dijo:

Estábamos grabando la canción y Brian entró al estudio justo para cantar la línea: 'On my way to sunny California...', nos levantó el animo.
Al Jardine.

Un remix de "California" se publicó como segundo sencillo del álbum y con el nuevo título de "California Saga (On My Way To Sunny California)". Dennis no tuvo ninguna canción para cantar como líder vocal en Holland, ofreció "Steamboat" y "Only with You", mientras que Carl Wilson incluyó "The Trader", durante las sesiones de este álbum se grabó una canción llamado "Carry Me Home" la cual también fue compuesta por Dennis, en donde el y Blondie se turnan como vocalistas, ese tema al igual "We Got Love" fue descartado del listado de canciones.

### Mount Vernon and Fairway (A Fairy Tale)
El EP de Holland, titulado Mount Vernon and Fairway (A Fairy Tale) estaba compuesto principalmente por Brian Wilson, quién originalmente tenía la intención de que este material sea la pieza central de un nuevo álbum de los Beach Boys, compuesto por las canciones del EP y "Funky Pretty". Fue rechazado inicialmente por los miembros de la banda, lo que causó el retiro de Brian de las sesiones hasta que Carl decidió incluirlo como un archivo en este EP.
Sin embargo, en ese momento, Wilson había perdido el interés en el proyecto y los Beach Boys. Wilson no se encontraba con los Beach Boys de nuevo como un grupo hasta 1974 para la abortada sesión de Caribou. Si bien el EP es narrado por Jack Rieley (como lo fue en su mayoría sin terminar cuando Wilson efectivamente se alejó del proyecto), la voz de la flautista fue suministrada por Brian, que ejemplifica los efectos de su abuso de drogas, y la previsión de su voz muy ronca en el próximo álbum de The Beach Boys 15 Big Ones de 1976.
Las pistas instrumentales del EP fueron editadas más tarde en Good Vibrations: Thirty Years of The Beach Boys como "Fairy Tale Music"", sin las narraciones de Jack Rieley.

## Recepción
Lanzado en enero de 1973, Holland recibió mayormente opiniones alentadoras y ayudó a The Beach Boys a reconciliarse con la crítica. Alcanzó el puesto número 36 en los Estados Unidos y n.º 20 en el Reino Unido. A finales de 1973, Rolling Stone seleccionó a Holland como candidato para "álbum del año". En 2000, Elvis Costello declaró que Holland es uno de sus álbumes favoritos. No todas las críticas fueron positivas. Robert Christgau elogió las cualidades de producción del álbum, pero dijo que el álbum estaba lejos de lo que los Beach Boys supieron hacer mejor.
Camper Van Beethoven ha revelado que durante la grabación de su álbum La Costa Perdida, el álbum Holland era una enorme inspiración para ellos.

### Reconocimientos
| Publicación  | País           | Galardón                                                                     | Año  | Puesto |
| ------------ | -------------- | ---------------------------------------------------------------------------- | ---- | ------ |
| The Guardian | Reino Unido    | Top 100 Albums That Don't Appear in All the Other Top 100 Albums of All Time | 1999 | 21     |
| OOR Magazine | Países Bajos   | 100 Best Albums of All Time                                                  | 2007 | 100    |
| Vanity Fair  | Estados Unidos | 500 Albums You Need                                                          | 2000 | *      |

(*) la lista no tiene orden.

## Lista de canciones
| Lado A |                                        |                                                                  |                                     |          |  |
| N.º    | Título                                 | Escritor(es)                                                     | Vocalista principal                 | Duración |  |
| 1.     | «Sail On, Sailor»                      | Brian Wilson/Tandyn Almer/Ray Kennedy/Jack Rieley/Van Dyke Parks | Blondie Chaplin                     | 3:19     |  |
| 2.     | «Steamboat»                            | Dennis Wilson/Rieley                                             | Carl Wilson/Dennis Wilson           | 4:33     |  |
| 3.     | «California Saga: Big Sur»             | Mike Love                                                        | Mike Love                           | 2:56     |  |
| 4.     | «California Saga: The Beaks of Eagles» | Robinson Jeffers/Al Jardine/Lynda Jardine                        | Love/Al Jardine                     | 3:49     |  |
| 5.     | «California Saga: California»          | Jardine                                                          | Brian Wilson/Love/C. Wilson/Jardine | 3:21     |  |

| Lado B |                     |                                                    |                                                               |          |  |
| N.º    | Título              | Escritor(es)                                       | Vocalista principal                                           | Duración |  |
| 1.     | «The Trader»        | Carl Wilson/Jack Rieley                            | Carl Wilson                                                   | 5:04     |  |
| 2.     | «Leaving This Town» | Ricky Fataar/Blondie Chaplin/Carl Wilson/Mike Love | Chaplin                                                       | 5:49     |  |
| 3.     | «Only with You»     | Dennis Wilson/Mike Love                            | Carl Wilson                                                   | 2:59     |  |
| 4.     | «Funky Pretty»      | Brian Wilson/Mike Love/Jack Rieley                 | Carl Wilson/Al Jardine/Blondie Chaplin/Ricky Fataar/Mike Love | 4:09     |  |

Mount Vernon and Fairway (A Fairy Tale)
- Todas las narraciones por Jack Rieley.

| Lado A |                                     |                          |                     |          |  |
| N.º    | Título                              | Escritor(es)             | Vocalista principal | Duración |  |
| 1.     | «Mt. Vernon and Fairway»            | Brian Wilson             |                     | 1:34     |  |
| 2.     | «I'm the Pied Piper (Instrumental)» | Brian Wilson/Carl Wilson |                     | 2:20     |  |
| 3.     | «Better Get Back in Bed»            | Brian Wilson             | Carl Wilson         | 1:39     |  |

| Lado B |                          |                          |                     |          |  |
| N.º    | Título                   | Escritor(es)             | Vocalista principal | Duración |  |
| 1.     | «Magic Transistor Radio» | Brian Wilson             | Brian Wilson        | 1:43     |  |
| 2.     | «I'm the Pied Piper»     | Brian Wilson/Carl Wilson | Brian Wilson        | 2:09     |  |
| 3.     | «Radio King Dom»         | Brian Wilson/Rieley      |                     | 2:38     |  |

## Primera versión
El lado A comienza con "Steamboat", a continuación, la saga de tres partes sobre California, seguido por "We Got Love". La distribuidora alemán de Reprise Records no aplicó los cambios en el Lado A, y pulsaron por error 300 a 400 copias del orden anterior, cuando "Sail On Sailor" es la canción de apertura, y "We Got Love" no se encontraba en el disco. Los primeros prensados franceses y canadienses de Holland todavía mencionan "We Got Love" en la contratapa, aunque la canción no está en los álbumes.
1. "Steamboat"
2. "California Saga: Big Sur"
3. "California Saga: The Beaks of Eagles"
4. "California Saga: California"
5. "We Got Love"
6. "The Trader"
7. "Leaving This Town"
8. "Only with You"
9. "Funky Pretty"
10. "Mount Vernon And Fairway"

Warner Bros rechazó el álbum por ser poco comerciable, más tarde se sustituyó a "We Got Love" por "Sail On, Sailor", pero por otro sello.

## Crítica
Holland recibió críticas sobre todo favorables y ayudó a The Beach Boys a mejorar su posición más crítica. Alcanzando el puesto n.º 36 en los Estados Unidos y n.º 20 en el Reino Unido, pero el álbum seguía sin llegar al disco de oro en los Estados Unidos, las ventas fueron algo mejor en el Reino Unido, otorgándole el disco de plata. Al final del año, a través de sus espectáculos, fue creciendo constantemente los índices de audiencia, la revista Rolling Stone nombró a Holland como "álbum del año", The Beach Boys se acercó a la amplia aceptación pública de nuevo.